# بوبرهای ریش‌دار
بوبرهای ریش‌دار (نام علمی: Criniger) نام یک سرده از تیره خرمابلبلان است.